# Álvaro del Portillo
Álvaro del Portillo Díez de Sollano  (Madrid, 11 de març de 1914 - Roma, 23 de març de 1994) va ser un bisbe catòlic, successor de sant Josepmaria Escrivà al capdavant de l'Opus Dei. Enginyer de camins, va ser ordenat sacerdot el 25 de juny de 1944 i es va traslladar a Roma, on participà activament al Concili Vaticà II. Prelat de l'Opus Dei des del 1975, va expandir la prelatura en diversos països i va impulsar diverses iniciatives socials. Fou beatificat el 27 de setembre del 2014 a Valdebebas (Madrid).

## Biografia

### Joventut i estudis
Tercer de vuit fills d'una família cristiana de mare mexicana i pare espanyol, va acabar el batxillerat al Col·legi El Pilar de Madrid el 1931. Cursà Enginyeria Civil a Madrid entre 1932 i 1935 i treballà al Ministeri d'Obres Públiques. Acabà els estudis de l'Escola d'Enginyers de Camins, Canals i Ports el 1941. Va treballar en diverses entitats oficials amb competència en matèria hidrogràfica. Quan va acabar el servei militar obligatori, que el portà a Cigales (Valladolid) els primers mesos del 1939, i a Olot entre l'abril i el juny del 1939, va acompanyar estretament sant Josepmaria Escrivà de Balaguer, amb qui va venir a Barcelona en diverses ocasions per estar amb fidels de l'Opus Dei. En el primer d'aquests viatges a la ciutat comtal va estar amb el doctor Alfons Balcells i Gorina. Al mateix temps estudiava Filosofia i Lletres especialitzat en història i es va doctorar el 1944 amb una tesi sobre Descobriments i exploracions a les costes de Califòrnia.
Ingressà a l'Opus Dei el 1935, una institució de l'Església Catòlica fundada set anys abans per Josepmaria Escrivà de Balaguer. Aviat la Guerra Civil espanyola l'obligà a buscar refugi en una seu diplomàtica, com van fer més de 13.000 persones a causa de la persecució. El 1936 anà a l'ambaixada de Finlàndia, d'on fou detingut i tancat a la presó de San Antón durant dos mesos. Després de viure en la clandestinitat s'instal·là a partir del 13 de març de 1937 a la Legació d'Hondures, situada al Passeig de la Castellana, on trobaren refugi gairebé un centenar de persones. Allà coincidí amb sant Josepmaria Escrivà i altres membres de l'Opus Dei. La reclusió d'Álvaro del Portillo s'allargà un any i quatre mesos dormint en colxonetes, sense habitació pròpia i amb una alimentació molt deficient.
Des del 1939 va fer diversos viatges per a donar a conèixer l'Evangeli a diverses ciutats espanyoles. Quan es desfermà una dura oposició a l'Opus Dei a l'inici dels anys quaranta, va visitar molts bisbes, entre d'altres el de Barcelona. També va anar a veure l'abat Escarré, a Montserrat, el mes de juny de 1941, amb qui van mantenir una gran amistat, i es van trobar en altres ocasions. El 1943 anà de Barcelona a Roma, on es trobà amb monjos de Montserrat que hi residien, com el pare Pere Celestí Gusi i el pare Anselm Maria Albareda. També es va entrevistar amb el cardenal Vidal i Barraquer i el Sant Pare Pius XII.

### Sacerdot a Roma
Va ser ordenat sacerdot el 25 de juny de 1944 pel bisbe de Madrid, Leopoldo Eijo i Garay, juntament amb José María Hernández Garnica i José Luis Múzquiz. Van ser els tres primers sacerdots de l'Opus Dei. El 1946 es va traslladar a Roma, pocs mesos abans que també hi anés Josepmaria Escrivà de Balaguer, amb qui va conviure els anys següents. Sant Josepmaria l'anomenava saxum (roca en llatí) perquè considerava que tenia una gran fortalesa i fidelitat. Durant aquests anys l'Opus Dei va rebre les primeres aprovacions jurídiques de la Santa Seu. Entre el 1947 i el 1950 va empènyer l'expansió de l'Opus Dei a Roma, Milà, Nàpols, Palerm i altres ciutats italianes que actualment tenen diverses places i carrers amb el seu nom. El 29 de juny del 1948, el fundador de l'Opus Dei va erigir a Roma la futura Universitat Pontifícia de la Santa Creu, on Álvaro del Portillo va ser el primer rector i va ensenyar teologia moral (1948-1953). El mateix any va obtenir el doctorat en Dret Canònic de la Universitat Pontifícia de Sant Tomàs.
Durant els anys que va viure a Roma Pius XII, Joan XXIII, Pau VI i Joan Pau II li van demanar que fos membre o consultor d'un total de 13 organismes de la Santa Seu.
Va participar activament al Concili Vaticà II. Joan XXIII el va nomenar consultor de la Sagrada Congregació del Concili (1959-66). En les etapes prèvies al Vaticà II, va ser president de la Comissió per al Laicat. Durant el Concili (1962-65) va ser secretari de la Comissió sobre la Disciplina del Clergat i del Poble Cristià. Després d'aquest esdeveniment eclesial, Pau VI el va nomenar consultor de la Comissió postconciliar sobre els Bisbes i el Règim de les Diòcesis (1966). També va ser, durant diversos anys, consultor de la Congregació per la Doctrina de la Fe.

### Prelat de l'Opus Dei
Col·laborador íntim de Josepmaria Escrivá de Balaguer durant 40 anys, fou secretari general de l'Opus Dei (1940-47 i 1956-75), consiliari a Itàlia (1947-50) i procurador general (1947-56). Després de la mort de sant Josepmaria, fou escollit com a successor seu al capdavant de l'Opus Dei el 15 de setembre de 1975. També des del 1975 fou el Gran Canceller de la Universitat de Navarra. En la nova funció de prelat va anar a Catalunya una desena de vegades entre 1978 i 1994. Entre les trobades que va tenir amb milers de persones que volien sentir el seu mestratge destaca la del col·legi Viaró, de Sant Cugat del Vallès, que va aplegar milers de persones. Com havia fet el fundador de l'Opus Dei, sempre que visitava Barcelona buscava un moment per resar davant la venerada imatge de la Mare de Déu de la Mercè, patrona de Barcelona.
El papa Joan Pau II, amb qui l'unia una gran amistat, el nomenà prelat el 1982, en erigir en prelatura personal l'Opus Dei. El 6 de gener de 1991 fou ordenat de bisbe. Durant els seus 19 anys al capdavant de l'Opus Dei la prelatura es va estendre a vint nous països. va promoure diverses institucions al servei de l'Església, com l'actual Universitat Pontifícia de la Santa Creu, el Centre Acadèmic Romà Fundació (CARF), el Centre de Recerca (CIMA) a Navarra o al Campus Biomèdic a Roma. Va impulsar iniciatives socials molt variades, com l'hospital Monkole, a Kinshasa (Congo), l'Institut Tècnic CITE a Cebu (Filipines), l'hospital Niger Foundation a Enugu (Nigèria), Crotona i Rosedale Center al Bronx de Nova York per a la integració social de joves marginats. Impulsà diverses iniciatives solidàries a Àfrica.
Álvaro del Portillo va publicar diversos escrits sobre matèries teològiques, canòniques i pastorals com Fieles y laicos en la Iglesia (1969), Escritos sobre el sacerdocio (1970) i diversos textos dispersos, molts d'ells recollits al llibre Rendere amabile la Verità.Raccolta di scritti di Mons. Álvaro del Portillo, publicat el 1995 por la Libreria Editrice Vaticana. El 1992 es va publicar Entrevista sobre el Fundador del Opus Dei, a partir de les seves converses amb el periodista italià Cesare Cavalleri, sobre la figura del fundador de l'Opus Dei.
El dia de la seva mort el papa Joan Pau II va anar a la seu central de l'Opus Dei, a Roma, per a resar davant les seves restes mortals, abans de recordar la seva «fidelitat a la seu de Pere i el generós servei eclesial». Per el cardenal Camillo Ruini, Vicari del Papa a Roma, «es distingia per la seva pietat, intel·ligència i amor a l'Església» i a la diòcesi de Roma. Entre les persones que van manifestar el condol per la seva mort hi havia líders jueus com el rabí David Rosen.

## Causa de canonització

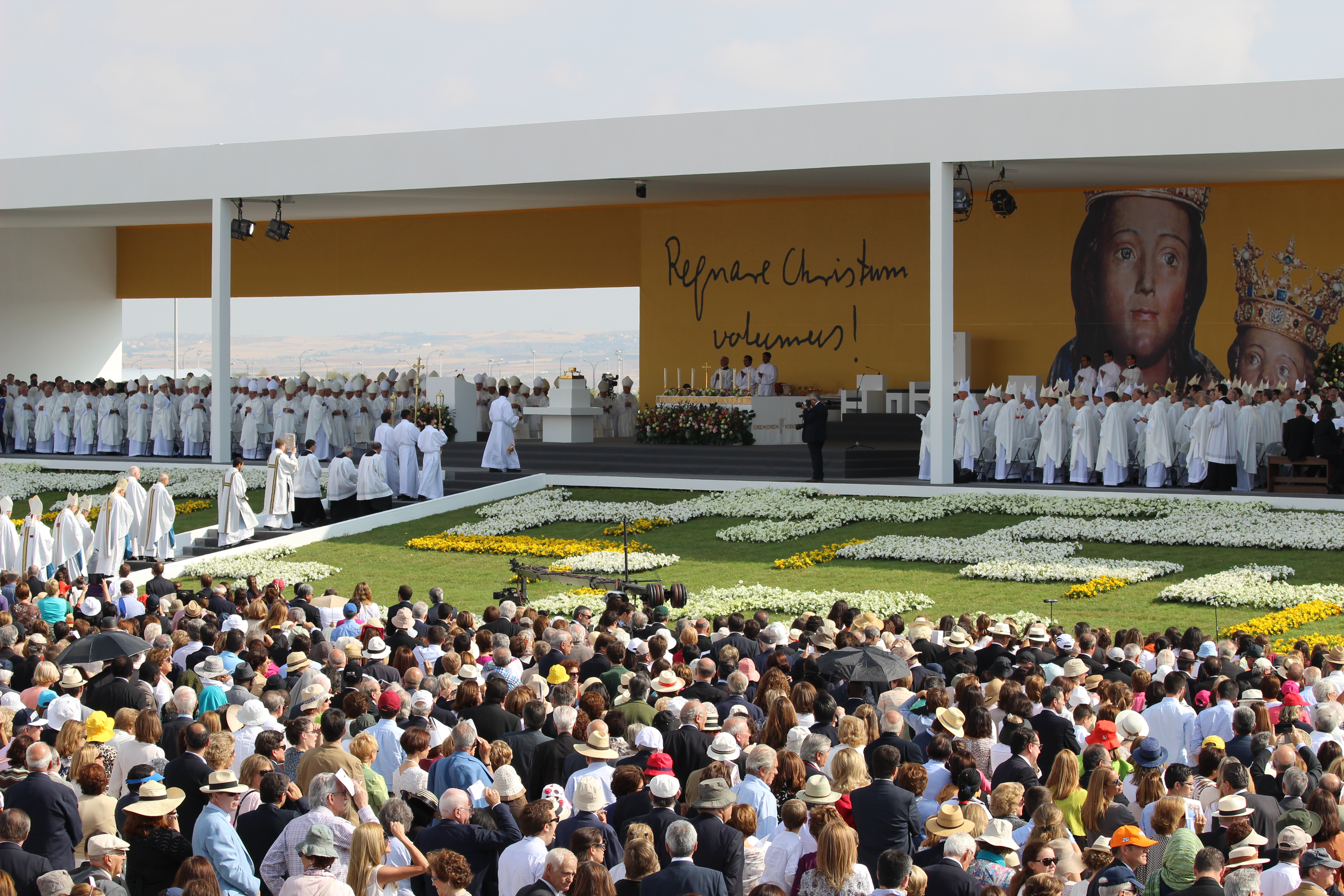
Àlvar del Portillo fou beatificat a Valdebebas (Madrid) el 27 de setembre de 2014 pel cardenal Angelo Amato en representació del papa Francesc.

El Papa Benet XVI el declarà venerable al juny del 2012. El Papa Francesc va signar el 5 de juliol del 2013 el decret que li reconeix un miracle, Per aquest miracle fou beatificat en un acte multitudinari celebrat el 27 de setembre del 2014 a Valdebebas, Madrid.
El miracle atribuït és la curació de José Ignacio Ureta, nascut a Xile el 10 de juliol del 2003 amb una hèrnia intestinal, una cardiopatia congènita i una malformació d'ambdós hemisferis cerebrals. En l'operació als dos dies de vida va patir una parada cardíaca amb hipotèrmia i tres crisis per falta d'oxigen, i dies després una insuficiència cardíaca aguda i una parada cardíaca de mitja hora. Els metges van pensar que era mort, però es va recuperar i el 2014 feia vida normal.

### Beatificació
La cerimònia de beatificació va ser el dissabte 27 de setembre de 2014 a les 12 h al parc de Valdebebas de Madrid, presidida pel prefecte de la Congregació per a les Causes dels Sants, el cardenal Angelo Amato. Hi van participar entre 100.000 i 200.000 persones.
Durant la cerimònia es llegí una carta que el papa Francesc envià al prelat de l'Opus Dei, Javier Echevarría Rodríguez, on destacava l'exemple del nou beat, que va recórrer molts països "fomentant projectes d'evangelització, sense aturar-se davant les dificultats, mogut pel seu amor a Déu i als germans", i va recordar les paraules que deia sovint el nou beat: "gràcies, perdó, ajuda'm més".
El cardenal Ángelo Amato va dir que Álvaro del Portillo “ens convida a ser sants com ell, vivint una santedat amable, misericordiosa, afable, mansa i humil” i que “ara més que mai necessitem una ecologia de la santedat, per a contrarestar la contaminació de la immoralitat i de la corrupció. Els sants ens conviden a introduir en el si de l'Església i de la societat l'aire pur de la gràcia de Déu, que renova la faç de la terra”.
Les col·lectes es van destinar a les Càritas parroquials, tres projectes solidaris a l'Àfrica i a un fons de beques per a sacerdots. La primera missa d'acció de gràcies se celebrà l'endemà al mateix indret.

### Obres publicades
- Portillo, Álvaro del: Fieles y laicos en la Iglesia. Eunsa, 1969. ISBN 9788431301309.
- Portillo, Álvaro del: Escritos sobre el sacerdocio. Ediciones Palabra, 1990. ISBN 9788471187215.
- Portillo, Álvaro del: Descubrimientos y exploraciones en las costas de California, 1532-1650. Rialp, 1982. ISBN 9788432121890.
- Portillo, Álvaro del; Cavalleri, Cesare: Entrevista sobre el fundador de l'Opus Dei. Rialp, 1993. ISBN 9788432129728.
- Portillo, Álvaro del: Una vida para Dios: Reflexiones en torno a la figura de Monseñor Josemaría Escrivá de Balaguer. Rialp, 1992. ISBN 9788432128639.
- Portillo, Álvaro del; Morales, José: Estudios sobre Camino. Eunsa, 1988. ISBN 9788432124532.
- Portillo, Álvaro del: Escritos sobre el sacerdocio. Ediciones Palabra, 1990. ISBN 9788471187215.

### Biografies
- Bernal, Salvador. Recuerdo de Alvaro del Portillo: prelado del Opus Dei (en castellà).  Ediciones Rialp, 1996. ISBN 978-84-321-3126-4.[Enllaç no actiu]
- Medina Bayo, Javier. Un hombre fiel (en castellà).  Madrid: Ediciones Rialp, 2012. ISBN 978-84-321-4219-2.[Enllaç no actiu]
- Azevedo, Hugo de. Missao cumprida: Biografia de Álvaro del Portillo (en portuguès).  Principia Editora, 2008. ISBN 978-972-8941-25-3.
- Bernal, Salvador. Álvaro del Portillo. Una semblança personal.  Claret, 2014. ISBN 9788498468663.[Enllaç no actiu]
- Coverdale, John F. Saxum: The Life of Alvaro del Portillo (en anglès).  Scepter Publishers, 2014. ISBN 978-1-59417-214-4.